# 卡迈勒·哈桑·阿里
卡迈勒·哈桑·阿里，（阿拉伯语：‎，1921年9月18日—1993年3月27日），开罗人，埃及政治人物。1984年7月17日至1985年9月4日担任埃及总理。